# Gurone
Gurone is een plaats (frazione) in de Italiaanse gemeente Malnate.